# Dragonskolan

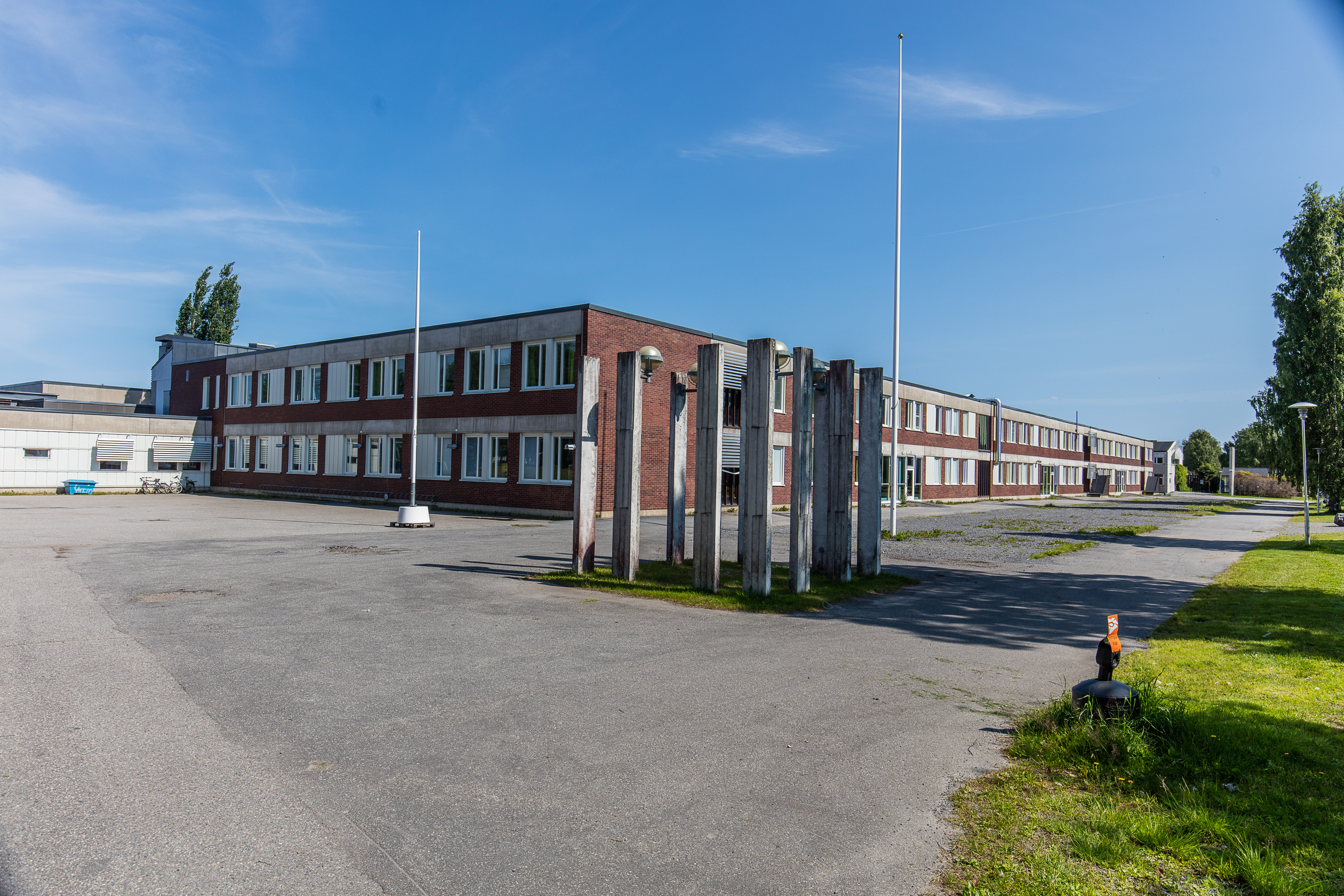
Dragonskolan, Västra entrén.

Dragonskolan är en gymnasieskola i Umeå, invigd hösten 1971. Skolan renoverades och byggdes om åren 2009–2011.
Skolan är Västerbottens läns största gymnasieskola, med omkring 2 200 elever, och ligger granne med Umeå brandstation, Noliaområdet och bostadsområdet Dragonfältet i stadsdelen Väst på stan i Umeå.
2005 fick Dragonskolans "Umeå Teknikprogram" utmärkelsen "Bästa Teknikutbildning" av Teknikföretagen i Norra Sverige.

## Historia
Planeringen av Umeås andra gymnasium, efter det 1957 invigda Östra gymnasiet, inleddes 1964. Uppdraget att rita skolan gick till arkitekten Åke E. Lindqvist som tidigare ritat det tekniska gymnasiet i Växjö, Teknikum, och precis som detta byggdes Dragonskolan med prefabricerade betongelement. Under skolan byggdes ett garage med plats för 800 bilar.
Det nya gymnasiet skulle inte bara rymma nya tekniska och naturvetenskapliga utbildningar, utan också stadens fackskola och yrkesskola (som sedan 1947 nyttjat lokaler som senare kom att bli Östermalmsskolan). Genom att dessa kunde dela på bibliotek, bespisning, kafeteria, aula och gymnastiklokaler förväntades stora besparingar. Dessa besparingar var välkomna då slutnotan för bygget blev 51,7 miljoner kronor istället för beräknade 43,5 miljoner.
Skolan invigdes 1971, med både yrkesinriktade och universitetsförberedande utbildningar. Sedan ytterligare gymnasielinjer flyttats över från Östra gymnasiet rymde skolan 1974 drygt 2 000 elever.
På skolan finns även sedan höstterminen 1991 Riksgymnasiet för Rörelsehindrade Umeå (Rh-gymnasiet).

## Övrigt
Bland tidigare elever märks bland andra Stieg Larsson (journalist och författare), Jan Bylund (ståupp-komiker), Katarina Sandström (nyhetsankare), Frida Normark (tidigare programledare i Bolibompa) och landslagsmeriterade fotbollsspelaren Mikael Lustig. 
Även medlemmarna i bandet The Perishers har gått på "Draggen" – ett av deras första uppträdanden var på Dragonskolans luciavaka. Nu är bandet känt i USA och deras musik har varit med i många kända TV-serier, bland annat OC, Veronica Mars, Grey's Anatomy, One Tree Hill med flera.